# 10Base-T
10Base-T је прва варијанта етернета изведена за рад на 10Mb/s на неоклопљеним упреденим парицама треће категорије. Код система 10Base5 и 10Base2 постојале су тешкоће у вези са налажењем прекида у каблу, а исто тако и са несолидно убоденим рачвама и лабавим конекторима. 10BaseT етернет је систем код којег каблови из свих станица воде ка централном разводнику (енгл. Hub) у коме се сви међусобно електрично повезују. Етернет је и даље дељен, разводници немају особину баферовања долазног саобраћаја већ га прослеђују свим портовима сем долазном. Топологија магистрале прелази на топологију звезде, а уместо коаксијалног кабла се користе као што смо навели, упредене парице. У овој конфигурацији се станице лакше додају и уклањају, а прекид кабла се лакше открива, док је његова максимална дужина до разводника 100m.